# Северин, Стив
Стив Северин (англ. Steven Severin, при рождении Стивен Джон Бэйли; род. 25 сентября 1955 года, Лондон, Англия) — британский рок-музыкант, бас-гитарист, композитор, изначально участник Bromley Contingent, наибольшую известность получивший как участник Siouxsie & the Banshees. Северин (известный также как Steve Spunker и Steve Havoc) свой основной псевдоним взял в честь персонажа книги Захера-Мазоха.
С первого же сингла (где на обороте «Hong Kong Garden» была его композиция «Voices») Северин активно участвовал в создании песенного материала Siouxsie & the Banshees. Оставаясь как правило в тени Сьюзи Сью, Северин оказал значительное влияние на формирование музыкального стиля группы и её имиджа.
После распада группы в 1996 году Северин образовал собственный записывающий лейбл и выпустил несколько сольных альбомов, два из которых — саундтреки Visions (1998) и Maldoror (1999) — получили высокие оценки музыкальных критиков.
Главным хобби Стива Северина является написание саундтреков к немому кино. В перерывах между ними он также сочиняет музыку к современным лентам и делает различные коммерческие проекты. Одна из последних работ Стива — саундтрек к хоррор-фильму «Вампир» («Vampyr», 1932). Предыдущая работа — саундтрек к звуковому фильму Жана Кокто «Кровь поэта» («Blood of a Poet», 1930).

## Дискография

### Сольные альбомы
- Visions (1998)
- Maldoror (1999)
- The Woman in the Dunes (2000)
- UnisexDreamSalon (2001)
- London Voodoo (Original Soundtrack) (2004)
- Beauty & The Beast (2005)
- Nature Morte (Original Soundtrack) (2006)
- Music for Silents (2008)
- Eros Plus Massacre (2009)
- Blood of a Poet (2010)
- Vampyr (2011)